# 다카마도노미야 노리히토 친왕
다카마도노미야 노리히토 왕자(일본어: 高円宮憲仁親王 타카마도노미야 노리히토 신노[*], 1954년 12월 29일 ~ 2002년 11월 29일)는 일본의 왕족이다. 다이쇼 천황의 4남인 미카사노미야 다카히토 왕자(신노)의 3남이자 막내로 도쿄에서 태어났다. 다카마도노미야(高円宮)라는 궁호는 나라현의 고엔산(高円山)에서 유래된 것으로, 숙부인 쇼와 일왕(덴노)이 수여한 것이다. 어렸을 때부터 사진과 스포츠 등에 관심이 많았으며, 가쿠슈인 대학을 나온 이후 일본 축구협회(JFA)의 명예 총재를 역임했다.
제2차 세계 대전 이후 대한민국을 공식적으로 예방한 첫 일본 왕족이기도 하다. 서울에서 2002년 한일 월드컵을 관람하였으며, 부산에 들러 자갈치 시장 등을 직접 둘러보기도 했다. 그러나 귀국한지 얼마 되지 않아 스쿼시를 하던 중, 갑자기 쓰러졌다. 이후 병원으로 급히 실려갔지만 의식조차 회복하지 못한 채 48세의 나이로 사망하였다. 그의 사망을 계기로 일본에서는 스포츠 돌연사에 대한 공포감이 유행하기도 했다. 한편, 다카마도노미야 가문은 남자계 자손이 없으므로 단절된다.

## 생애

### 어린 시절

#### 젊은 시절
1954년, 다이쇼 천황의 4남으로 일왕 히로히토의 동생인 미카사노미야 다카히토(三笠宮崇仁) 왕자(신노親王)의 3남이자 막내로 태어났다. 생전에는 일본 왕위 계승 서열 7위였다. 어렸을 때부터 사진 촬영을 좋아하여, 가쿠슈인 고등과 시절에는 사진부에서 활동하였다. 1978년에 가쿠슈인 대학 법학부를 졸업하고 캐나다로 유학을 떠나 퀸즈 대학에서 잠시 수학하기도 했다. 1981년에 귀국한 이후엔 국제교류기금에 입사하여, 왕족으로써는 드물게 평범한 일반 직원들과 함께 근무했다.

#### 성년 이후
1984년 4월 23일, 캐나다 대사관의 리셉션 파티에서 돗토리 시게지로(鳥取 滋治郎)의 장녀인 히사코(久子)를 알게 되었다. 이후 5월 20일에 영어로 프로포즈를 하고 그 해 8월 1일에 황실 회의의 승인을 받은 후 9월 17일에 납채의 의식, 12월 6일에 결혼의 의식을 거행했다. 결혼식과 같은 날에, 다카마도노미야(高円宮) 가문이 창설되었으며, 그는 다카마도노미야 가문의 초대 당주가 되었다. 그 후 부부 사이에서 쓰구코, 노리코, 아야코 등 세 여왕이 탄생했지만, 가문을 이을 후사는 없다.
이후 그는 "왕실의 대변인"을 자처, 텔레비전 출연을 비롯해 여러 사회 활동을 하는 등 국민들에게 비교적 가까이 다가서면서, 새로운 시대에 대응하는 친근한 왕실 만들기에 많이 공헌해 왔다. 또한 스포츠, 특히 축구의 진흥에 노력해, 1987년부터 일본 축구 협회의 명예 총재를 역임했다. 아키히토가 일왕(덴노)으로 즉위한 이후에는 2001년 7월에 사단법인 일본 수난 구제회의 명예 총재로 취임하였다.

### 한국 방문
2002년에 한일 월드컵이 개최되자, 5월 29일 오후 3시20분 나리타발 대한항공702편을 이용, 부인과 수행원 6명, 기자단 12명 등과 함께 인천공항을 통해 내한했다. 그는 방한 직후 한국의 국립현충원을 찾아 헌화, 분향한 뒤 최성홍 외교부 장관 주최 만찬에 참석하였다. 제2차 세계대전 이후 일본 왕족의 한국 방문은 그가 처음으로, 국내외로 큰 화제가 되었다. 특히, 바로 전해이던 2001년에는 아키히토 일왕(덴노)이 간무 천황의 생모가 백제 무령왕의 자손이라는 언급 도 있던 터라, 일본 왕족의 방문에 한일 양국의 큰 관심이 집중되었다. 6월 2일까지의 공식 방한 기간 동안 다카마도노미야 부부는 월드컵 개막식에 참석하였으며, 총 19개의 시합을 관전했다. 또한 경주를 방문하여 한국의 문화유산들을 돌아보았고, 부산 자갈치 시장 등을 둘러보며 한국을 `피부'로 느껴보려는 노력을 아끼지 않았다.
한국에 체류하는 동안, 다카마도노미야 부부는 각지를 방문하며 일반 시민과 상인들에 이르기까지 실로 다양한 한국인들과 만났다. 또한 이방자 여사가 후원했던 장애인 복지시설을 방문하기도 했다.

#### 한국 방문 소감
귀국 후 한국 방문의 소감을 묻는 인터뷰에서 다음과 같이 발언했다.
| “ | 한국은 예상보다 훨씬 일본과 가까운 나라라는 생각이 들었다. 조금 심하게 말하자면 한국과 일본의 차이는 한국의 지붕처마가 위로 좀더 올라가 있는 정도였다. | ” |

또한 "(아키히토 일왕이 한국에)가신다면 역사적인 방문이 되기 때문에 가셨을 때 완벽할 정도의 일정을 만들어 최고의 결과를 도출하는 방문이 되지 않으면 안된다"고 밝혔다. 이어 "나의 한국 방문의 경우에는 금년 2, 3월께 결정을 짓고 5월말 방문을 실현했다"며 "하지만 일왕(덴노)의 방문은 그래서는(준비기간이 짧아서는) 안된다"고 강조했다. 월드컵과 한일 관계와 관련해서는, "월드컵이라는 큰 선물을 어떻게 유효하게 사용할 것인가는 2002년 이후 일본과 한국의 과제"라며 "이를 위해서는 양국 정부뿐 아니라 국민 전체가 이를 생각하지 않으면 안된다"고 지적했다.

#### 한국 기행문
그는 한국에 머물면서 직접 찍은 사진 40여점과 부인인 히사코가 메모한 기록을 기행문 형식으로 엮어 《다카마도노미야 전하가 본 한국》(총 138쪽)을 집필했다. 동양경제일보의 제안에 따라 기행문을 연재할 계획이었지만 그 해 젊은 나이로 급사하는 바람에 이듬해 히사코가 대신 40회 연재를 마무리했다. 이 책은 남대문 시장과 자갈치 시장 등에서 찍은 사진은 상인들의 활발한 모습을 담고 있으며, 히사코의 글은 곳곳에서 마주친 한국의 풍경을 상세히 적어 놓았다. 히사코는 “시장에 물건을 사러온 손님들뿐 아니라 아침 일찍부터 일하는 여성들도 파운데이션과 립스틱을 예쁘게 바르고 있으니 한국에는 멋쟁이가 많이 있는 것 같습니다”라고 서술했다. 이 책은 한국인들도 이해하기 쉽도록 하기 위해 한국어와 일본어가 나란히 쓰여 있다.

### 돌연 사망
2002년 11월 29일, 그는 도쿄 미나토구 아카사카(赤坂)에 있는 주일 캐나다 대사관의 실내체육실에서 한창 스쿼시를 하다가 갑자기 쓰러졌다. 급히 게이오대 부속병원으로 이송됐으나, 의식조차 회복하지 못한 채 48세의 젊은 나이로 숨을 거두었다. 병원측은 “그가 오후 4시 22분 구급차로 병원에 실려왔으나 이미 호흡이 멎은 상태였으며 심폐소생술을 실시했지만 오후 10시 52분 세상을 떠났다”고 밝혔다.
김대중 대통령은 29일 오전 일본 도쿄의 왕실묘지에서 거행된 그의 장례식에 임성준 외교안보수석을 보내 조문하도록 했으며, 한일 월드컵 축구대회의 성공적 개최 등 양국간 우호협력 증진에 기여한 고인의 업적을 기렸다. 한편, 그가 아들 없이 돌연사함으로써 일본 왕족 가문 중 하나인 다카마도노미야 가문은 단 1대만에 단절되었다(일본 왕실은 아직까지 남자계 자손만 인정하고 있다).

## 인물
- 공무를 행하는 한편으로 왕족으로써는 드물게도 국제교류기금(国際交流基金)의 직원으로서 다른 일반 직원들과 함께 근무하기도 했다.
- 예술활동은 발레 등의 예술에 조예가 깊었다. 발레리나 모리시타 요코(森下洋子) 등과의 대담집 『커튼 콜의 이편』(カーテンコールのこちら側) 등의 저서가 있다.
- 개인적인 취미는 사진촬영이었다. 사진의 취미에 관해서는 11세 무렵부터 어머니 미카사노미야 비 유리코로부터 코닥 인스타매틱 카메라를 선물받은 것이 계기였다. 가쿠슈인 고등과 시대에 사진부에 들어가 밤늦도록 클럽 활동을 하기도 했다.[17] 그 밖의 취미로써 네즈케(根付) 수집 ・ 사교 댄스 등 많은 취미를 가지고 있었다.
- 친근한 성격에다 별로 모나지 않은 인품으로 일본 내외에서 호평을 받았다. 아키히토의 즉위 이후 열린 왕실 지향이 대세인 분위기인데다, 왕위 계승 순위에서 멀리 떨어져 있었으므로 상대적으로 자유롭게 활동할 수 있었다(그에 대한 비판은 거의 전무한 편인데, 이는 그의 좋은 성품 외에도 일왕 및 왕족에 대한 비판은 금기시되는 일본 사회의 특성과 당시 분위기의 영향도 있다).
- 다른 왕족들과의 교우 관계에서는 쇼와 일왕(덴노) 생존 당시부터 5세 어린 종형제뻘인 히로노미야 나루히토(浩宮徳仁)와는 자주 상담 상대가 되어 주는 형 같은 존재였다고 한다.[18] 또한 1987년 나루히토와 오와다 마사코(小和田雅子)를 자신의 저택으로 초청해서 교제가 깊어질 수 있는 기회를 만들어준 것으로도 알려져 있다(나루히토 당시 왕세자와 오와다 마사코의 결혼식 참조). 세상을 떠나기 직전까지도 나루히토 부부가 다카마도노미야 저택을 방문하기도 했다. 차녀인 노리코 여왕(典子女王)의 혼인을 앞두고 이즈모 대사(出雲大社)의 행사에 왕성하게 출석하고 있었다.
- 스포츠 진흥이나 국제교류에도 힘을 쏟았다. 특히 축구에 관해서는 그때까지 아직 일본에서는 마이너한 스포츠였던 시절부터 그 보급에 진력하였고, 친왕 자신도 국민체육대회에서 일본협회 팀(통칭 「프린스 다카마도 일레븐」)의 일원으로서 해마다 개최되는 현 단위 대회와 친선시합을 행하기도 했다.[19] 스포츠 진흥이나 국제 교류에 힘써 왔는데, 인터넷을 중심으로 경의와 친밀감을 담아 "사카타 전하"[20] 혹은 "공 차는 전하"[21] 등으로 불렸다.
- 어학에 관해서 영어가 뛰어났고 프랑스어도 조금 알고 있었다. 1991년 스페인 방문에서 스페인 왕실의 엘레나 공주와의 교류를 계기로 스페인 문화에 관심을 갖게 되었다. 스페인에 대한 관심이 있음을 알고 있던 다른 왕실 관계자들로부터 조언을 받아 스페인어를 배우기도 했다.[22]
- 미카사노미야 다카히토 왕자(신노)의 다른 세 형제 가운데 맏형인 도모히토 친왕은 암으로 투병하였고, 둘째 형인 가쓰라노미야(桂宮)도 지병으로 몸이 부자유하였으므로 공무 수행에 제한이 있는 상태였는데, 다카마도노미야만은 유일하게 건강한 몸이었으므로 건강상으로도 젊은 남성 황족으로서 왕성한 공무를 수행하였다(다만 세 형제 가운데 가장 이른 시기에 사망하였다).
- 2001년에는 도쿄에서 열린 한국의 창작오페라 `황진이'를 관람하는 등, 현재의 일본 왕족 가문 중에서는 비교적 한국과 깊은 인연이 있기도 하다. 그러나 일각에서는 그가 한일 월드컵 당시 "이겨도 기미가요, 져도 기미가요를 불렀다."면서 "자연발생적으로 기미가요를 부르게 된 건 바람직하다고 생각된다."라고 한 발언을 이유로 일왕(덴노) 중심주의냐는 의문을 제기하기도 한다.

## 일화
- 일본의 정치인 스즈키 히데오(鈴木宗男)는 타인에게 고압적인 태도로 유명한 인물이었다. 스즈키가 자민당 의원이었던 시절 국제교류기금에 전화를 걸어서 「국회의원 스즈키다」(国会議員の鈴木だ)라고 이름을 댔는데, 응대하는 상대가 고압적인 자신의 태도에게 숙이는 모습을 보이지 않자 스즈키는 버럭 성내면서 「야, 너 내가 누군지 몰라? 너 이름이 뭐야!」라고 고함을 질렀고, 전화를 받은 상대는 조용히 「다카마도노미야 노리히토 왕자(신노)라고 합니다.」라고 대답했다. 훗날 자신의 고압적인 전화에 응대한 사람이 다카마도노미야 노리히토 왕자(신노)였다는 사실을 알게 된 스즈키는 사죄하고 싶다는 뜻을 제3자를 통해서 비쳤지만, 다카마도노미야는 일절 받지 않고 거절했다고 한다.[23]
- 어린 시절은 달리기가 빠른 것이 아니라 오히려 스포츠를 꺼려했다.[24] 그러나 가쿠슈인 초등과 6학년 때에 시즈오카 현 누마즈 시에서 실시된 수영 합숙에서 2km의 장거리 수영으로 운동에 자신이 생겼고[25] 가쿠슈인 중등과 시절에 테니스와 축구등의 스포츠를 개시했다. 가쿠슈인 고등과 시절 육상 하키 등 스포츠를 하다가 대학 시절 스키부에 가입하게 되었다고 한다.[26]
- 기자로부터 「프로포즈하실 때 뭐라고 말씀하셨나요」라는 질문에 「그냥 간단하게 『Will you marry me?』라고 영어로 프로포즈했습니다.」라고 대답했다. 번역회사의 사원이었던 약혼자 돗토리 히사코는 그러한 노리히토 친왕의 프로포즈에 똑같이 영어로 「『Yes.』라고 답했다고 한다.[27]
- TV 아사히의 뉴스 스테이션에 출연해, 생방송 TV프로그램에 출연한 최초의 왕족이 되었다. 구메 히로시가 "왜 출연을 승낙하셨습니까?"라고 묻자, "이 날은, 무슨 말을 해도 용서가 되는 날(당시 방송일은 4월 1일이었다)이므로, 출연해도 괜찮을 것이라 생각했습니다."라고 답했다.
- 왕족이지만 특별히 호화로운 것을 좋아하지 않고, 검소한 생활을 하였다.[28] 학창시절의 학우가 "왕족은 매일 스테이크 같은 걸 먹으며 호화롭게 살아?"라고 묻자, "집에서의 식사는 다르지 않다고 생각해. 매일 만찬회를 여는건 아니니까. 스테이크? 쇠고기보다 연어쪽이 많을걸."이라고 웃으면서 대답하기도 했다.

## 가족 관계

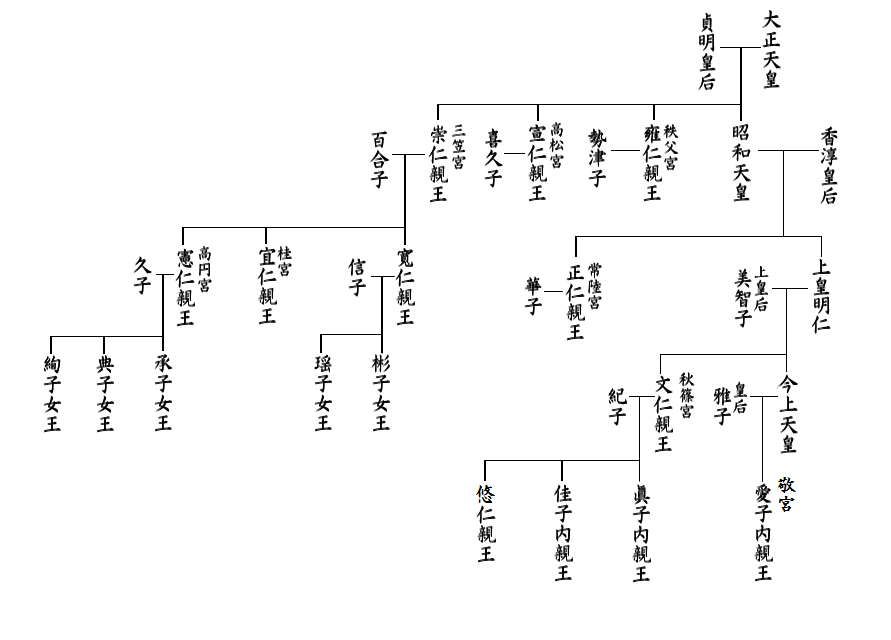
가계도

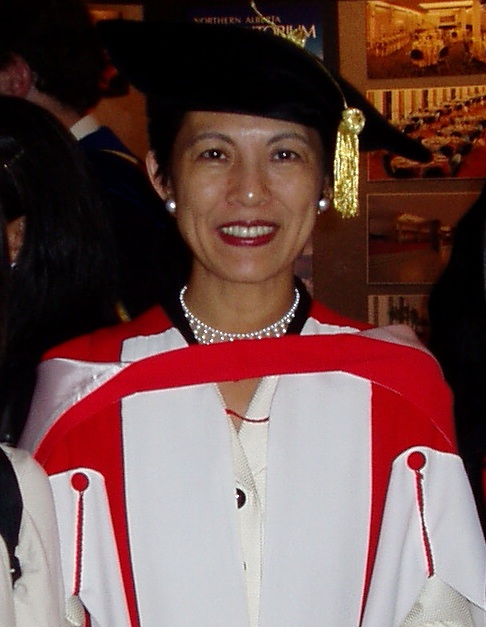
노리히토 친왕비 히사코

- 조부: 다이쇼 천황 (1879년 8월 31일 ~ 1926년 12월 25일)
- 아버지: 미카사노미야 다카히토 친왕 (1915년 12월 2일 ~ 2016년 10월 27일)
- 어머니: 다카히토 친왕비 유리코 (1923년 6월 4일 ~ )
- 누나: 고노에 야스코 (1944년 4월 26일 ~ )
- 형: 미카사노미야 도모히토 친왕 (1946년 1월 5일 ~ 2012년 6월 6일)
- 형: 가쓰라노미야 요시히토 친왕 (1948년 2월 11일 ~ 2014년 6월 8일)
- 누나: 센 마사코 (1951년 10월 23일 ~ )
- 부인: 노리히토 친왕비 히사코(1953년 7월 10일 ~ )
  - 장녀: 쓰구코 여왕(1986년 3월 8일 ~ )
  - 차녀: 센게 노리코(1988년 7월 22일 ~ )
  - 삼녀: 모리야 아야코(1990년 9월 15일 ~ )
  - 사촌: 아키히토

## 다카마도노미야의 이름을 딴 것들

### 스포츠 관련
- 다카마도노미야배 전일본 유스 축구 선수권 대회
- 다카마도노미야배 하키 일본 리그
- 다카마도노미야 사배 전일본 학동 야구 대회 토너먼트(제 17회 대회부터 다카마도노미야배가 하사된다.)
- 다카마도노미야배 펜싱 월드컵

### 기타
- 주일 캐나다 대사관 다카마도노미야 기념 갤러리
- 다카마도노미야배 전일본 중학교 영어 변론 대회

## 참고 문헌
- 다카마도노미야 노리히토, 《(다카마도노미야 전하(殿下)가 본 한국》(2002년, 한국 기행문)
- 다카마도노미야 히사코, 《님과의 추억》(宮さまとの思い出, 2003년)
- 구노 야스시, 《다카마도노미야 전하》(高円宮殿下, 2003년)
- 스티븐·고미, 《다카마도노미야 전하의 추억》(俤 高円宮殿下の想い出, 2005년)